# Phím chức năng
Một phím chức năng là một phím trên một bàn phím máy tính hoặc máy tính terminal, có thể được lập trình để yêu cầu bộ thông dịch lệnh hoặc một chương trình ứng dụng của hệ điều hành thực hiện một tác vụ nào đó. Trên một số bàn phím/máy tính, phím chức năng có thể có một tác vụ mặc định, sử dụng được ngay khi mở máy.

Một mô hình bàn phím tiếng Anh dành cho PC của Mỹ có 102-phím, các phím chức năng được tô màu cam.

Phím chức năng trên một máy terminal có thể tạo ra một chuỗi ký tự cố định, thường bắt đầu bằng ký tự escape (ASCII 27), hoặc các ký tự do chúng tạo ra có thể được cấu hình bằng cách gửi những chuỗi ký tự đặc biệt vào terminal. Trên một bàn phím máy tính chuẩn, các phím chức năng có thể tạo một mã byte đơn, cố định, nằm ngoài bảng mã ASCII thông thường, và sẽ được trình điều khiển thiết bị bàn phím dịch thành một chuỗi thay đổi được hoặc được chương trình ứng dụng dịch trực tiếp. Các phím chức năng có thể có in các (chữ viết tắt) các tác vụ mặc định ở phía trên/bên cạnh chúng, hoặc chúng có dạng phổ biến hơn là "F-số".

## Mô hình phím chức năng trên các bàn phím máy tính khác nhau
- Apple Macintosh: Những phần mở rộng hệ thống Mac OS thường được biết với tên FKEYS có thể được cài đặt trong tập tin Hệ thống và có thể truy cập bằng tổ hợp phím Command-Shift-(số) (Command-Shift-3 là chức năng chụp màn hình kèm với hệ thống, và được cài đặt thành một FKEY); tuy nhiên, các bàn phím Macintosh đời đầu không hỗ trợ các phím chức năng được đánh số theo nghĩa thông thường. Từ khi giới thiệu Bàn phím Mở rộng Apple cùng với Macintosh II, bàn phím với các phím chức năng đã xuất hiện, mặc dù chúng không trở thành tiêu chuẩn cho đến giữa thập niên 1990. Ban đầu chúng không phải là một phần quan trọng trong giao diện người dùng Mac, và chỉ được dùng trong những chương trình chạy trên nhiều nền tảng. Các bàn phím Mac hiện nay đưa vào những phím chức năng được chuyên biệt hóa để quản lý âm lượng. Bàn phím Mac mới nhức có 19 phím chức năng, nhưng các phím từ F1-F4 và F7-F12 mặc định điều khiển các tính năng như âm lượng, phương tiện, và Exposé.
- Máy tính xách tay Apple Macintosh: Các phím chức năng không phải là tiêu chuẩn trên các phần cứng máy tính xách tay Apple cho đến khi PowerBook 5300 và PowerBook 190 được giới thiệu. Đa số các laptop Mac có các phím từ F1 đến F12, với một số tác vụ mặc định cho vài phím, trong đó có điều khiển âm lượng và độ sáng của màn hình.
- Apricot PC/Xi: sáu phím không ghi nhãn, mỗi phím có một đèn LED bên cạnh và phát sáng khi phím đó được sử dụng; phía trên các phím này là một màn hình LCD—'vi màn hình'—được các chương trình sử dụng để hiển thị tác vụ do bàn phím thực hiện.
- Họ Atari 8-bit (400/800/XL/XE): bốn phím dành riêng (Reset, Option, Select, Start) ở phía bên phải hoặc phía trên bàn phím; các model XL cũng có phím Help. Atari 1200XL bổ sung thêm bốn phím dán nhãn từ F1 đến F4 với các tác vụ định nghĩa sẵn, chủ yếu dùng cho di chuyển con trỏ.
- Atari ST: mười phím có dạng hình bình hành trên một hàng ngang ở phía trên cùng bàn phím, gắn vào trong khung bàn phím thay vì nảy lên như các phím thường.
- BBC Micro: các phím từ F0 đến F9 màu đỏ/cam theo một hàng ngang ở phía trên các phím số ở đầu máy tính/bàn phím. Các phím break, mũi tên và copt có thể thực hiện như các phím từ F10-F15.
- Coleco Adam: sáu phím màu nâu nhạt nằm thành một hàng phía trên phím số, được ghi theo số La Mã từ I-VI.
- Commodore VIC-20 và C64: F1/F2 đến F7/F8 theo một hàng dọc gồm bốn phím tăng dần từ trên xuống ở phía bên phải của máy tính/bàn phím, các phím chức năng đánh số lẻ sẽ được kích hoạt nếu phím không được nhấn, còn số chẵn khi phím được nhấnl các phím có màu cam, màu be/nâu, hoặc xám, tùy vào model VIC/64 nào.
- Commodore 128: cũng giống như VIC-20/C64, nhưng có các phím chức năng (màu xám) đặt theo một hàng ngang ở phía trên bộ phím số bên phải bàn phím QWERTY chính; cũng có cả phím Help.
- Commodore Amiga: mười phím được xếp theo một hàng chia làm 2 nhóm, mỗi nhóm 5 phím làm một hàng ở đầu bàn phím; các phím chức năng dài gấp rưỡi các phím thông thường. Giống như Commodore 128, nó cũng có phím Help.
- Máy tính vẽ đồ thị, đặc biệt là các máy của Texas Instruments, Hewlett-Packard và Casio, thường có một hàng phím chức năng với nhiều chức năng được quy định trước (trên một máy tính cầm tay tiêu chuẩn, những phím này thường nằm trên các phím thường, ngay dưới màn hình). Với các model cấp thấp hơn như dòng TI-83, các chức năng này chủ yếu phục vụ như một phần mở rộng của bàn phím chính, nhưng trên các máy tính cấp cao các chức năng thay đổi tùy theo chế độ, đôi khi hoạt động như các phím di chuyển trên thực đơn.
- Dòng máy terminal HP 2640: loạt máy đầu tiên—vào cuối thập niên 1970—của phím chức năng đánh nhãn màn hình (trong đó các phím được đặt gần hoặc tương ứng với các nhãn trên màn hình CRT hoặc LCD).
- HP 9830: f1–f8 trên hai hàng, mỗi hàng bốn phím ở phía trên bên trái với một nhãn mẫu bằng giấy. Cũng giống như trên các máy terminal HP 2640.
- IBM 3270: các model đời đầu có 12 phím chức năng chia dạng ma trận 3×4 ở phía bên phải bàn phím, các dòng sau có 24 phím chia làm 2 hàng ở phía trên bàn phím.
- IBM 5250: các model đầu thường có một phím bổ trợ "cmd", mà nếu sử dụng nó thì các phím hàng số sẽ trở thành các phím chức năng; các model sau hoặc có 12 phím chức năng chia làm 4 cụm (nếu nhấn phím sẽ là F13-F24), hoặc 24 phím thành hai hàng. Các phím này, cùng với "Enter", "Help", và vài phím khác, tạo thành "mã AID", thông báo với máy tính chủ rằng dữ liệu do người dùng nhập vào đã sẵn sàng để được đọc.
- Bàn phím IBM PC AT và PS/2: F1 đến F12 thường nằm trong 3 nhóm, mỗi nhóm 4 phím ở phía trên cùng của bàn phím (các bàn phím nguyên thủy của IBM PC và PC XT có các phím chức năng từ F1 đến F10, theo hai hàng dọc ở phía bên trái; F1|F2, F3|F4,..., F9|F10, tăng dần xuống dưới). Nhiều bàn phím PC hiện đại cũng có các phím đặc chế dành cho đa phương tiện và các chức năng của hệ điều hành.
- MCK-142 Pro: hai nhóm phím chức năng từ F1–F12, 1 nằm phía trên QWERTY và 1 ở bên trái. Tương tự, 24 phím PF mà người dùng có thể lập trình cũng nằm ở phía các phím QWERTY.
- Sharp MZ-700: các phím màu xanh từ F1 đến F5 theo một hàng ngang ở phía trên bên trái bàn phím, các phím có kích thước chỉ bằng một nửa các phím thông thường về chiều dọc, nhưng gấp đôi theo chiều ngang; cũng có các 'khe' dành riêng cho các tờ giấy ghi chú chức năng cho từng phím ở phía trên hàng phím chức năng.

## Tác vụ của phím chức năng trên các chương trình, hệ điều hành khác nhau
Trong hệ điều hành Mac OS đến phiên bản Mac OS 9, các phím chức năng có thể được người dùng cấu hình, bằng bảng điều khiển Function Keys, để bắt đầu chương trình hoặc chạy một AppleScript. Mac OS X mặc định gán chức năng cho F9, F10, và F11 (Exposé); F12 (Dashboard); và F14/F15 (giảm/tăng độ tương phản). Trên các máy laptop Apple mới hơn, tất cả các phím chức năng đều được gán cho các tác vụ cơ bản như quản lý âm lượng, điều khiển độ sáng, NumLock (vì laptop thiếu bộ phím số), và lấy đĩa ra. Các chức năng phần mềm có thể sử dụng bằng cách nhấn giữ phím Fn trong khi nhấn phím chức năng tương ứng, và mô hình này có thể đảo ngược bằng cách thay đổi trong tùy chọn hệ thống của Mac OS X.
Trong MS-DOS, các chương trình độc lập có thể quyết định mỗi phím chức năng có ý nghĩa ra sao, và trình dòng lệnh có tác vụ riêng của nó (như, F3 chép lệnh trước sang lệnh hiện hành).
Theo hướng dẫn của IBM Common User Access, phím F1 dần trở thành phím chung gắn liền với chức năng Trợ giúp trong phần lớn chương trình Windows đời đầu. Đến nay, các chương trình Microsoft Office chạy trong Windows vẫn liệt kê F1 là phím dành cho Help trong thực đơn Help. Internet Explorer trong Windows không liệt kê phím nhấn này trong thực đơn trợ giúp, nhưng vẫn hồi đáp bằng cách hiện ra cửa sổ trợ giúp. F3 thường được dùng để kích hoạt chức năng tìm kiếm trong các ứng dụng, thường lặp vòng qua các kết quả nếu tiếp tục nhấn phím. ⇧ Shift+F3 thường được dùng để tìm ngược về trước. Một vài ứng dụng như Visual Studio hỗ trợ Control+F3 như một cách để tìm kiếm một cụm từ được tô hiện thời trong toàn văn bản. F5 thường được dùng làm phím làm tươi trong nhiều trình duyệt web và các ứng dụng khác, còn F11 kích hoạt toàn màn hình/chế độ kiosk trên hầu hết trình duyệt. Trong môi trường Windows, tổ hợp phím Alt+F4 thường được dùng để thoát hoặc đóng các phần của một ứng dụng. F10 thường kích hoạt thanh thực đơn, trong khi ⇧ Shift+F10 kích hoạt trình đơn ngữ cảnh. F2 được dùng trong Windows Explorer, Visual Studio và các chương trình khác để đổi tên tập tin hoặc các thứ khác.
WordPerfect for DOS là một ví dụ về chương trình sử dụng rất nhiều phím chức năng.
Các phím chức năng cũng được sử dụng rất nhiều trong giao diện BIOS. Thông thường, trong khi tự kiểm tra khi nguồn bật, người ta có thể truy cập BIOS bằng cách nhấn một phím chức năng hoặc phím delete. Trong BIOS, các phím có thể có nhiều mục đích khác nhau tùy thuộc vào BIOS. Tuy nhiên, F10 trên thực tế thường là phím chuẩn để lưu và thoát, nó sẽ lưu lại mọi thay đổi rồi khởi động lại hệ thống.